# Madytos (Volvi)
Madytos ist seit 1. Januar 2011 ein Gemeindebezirk in der Gemeinde Volvi im Südosten des Regionalbezirks Thessaloniki. Vor der Kallikratis-Reform war Apollonia eine eigenständige Gemeinde. Sitz der ehemaligen Gemeinde war der Ort Nea Madytos. Benannt wurde der Gemeindebezirk nach der antiken Stadt Madytos auf der Halbinsel Gelibolu. Griechische Flüchtlinge von dort flohen an den Volvi-See und gründeten den Ort Nea Madytos.

## Gliederung
Der Gemeindebezirk Madytos ist in drei Ortsgemeinschaften geteilt.
Die Einwohnerzahlen stammen aus dem Ergebnis der Volkszählung 2011.
- Ortsgemeinschaft Apollonia – Τοπική Κοινότητα Απολλωνίας – 490
  - Apollonia – Απολλωνία – 316
  - Kokkalou – Κοκκαλού – 174
- Ortsgemeinschaft Modi – Τοπική Κοινότητα Μοδίου – 349
  - Modi – Μόδι – 349
- Ortsgemeinschaft Nea Madytos – Τοπική Κοινότητα Νέας Μαδύτου – 1.621
  - Nea Madytos – Νέα Μάδυτος – 1.621